# 弘済駅
弘済駅（ホンジェえき）は、大韓民国ソウル特別市西大門区弘済洞にあるソウル交通公社3号線の駅。駅番号は324。

## 駅構造
ホーム階は地下3階にあり、島式ホーム1面2線を有している。保安用にホームドアシステム（フルスクリーンタイプ）を装備する。
改札階は地下2階にあり、改札口は北側（碌磻寄り）と南側（毋岳チェ寄り）の2ヶ所ある。北側の改札のみホームへの連絡エレベーターが設置されている。化粧室は地下2階（改札外）と地下1階に1か所ずつ設置されている。
出入口は1番から4番までの計4ヶ所ある。

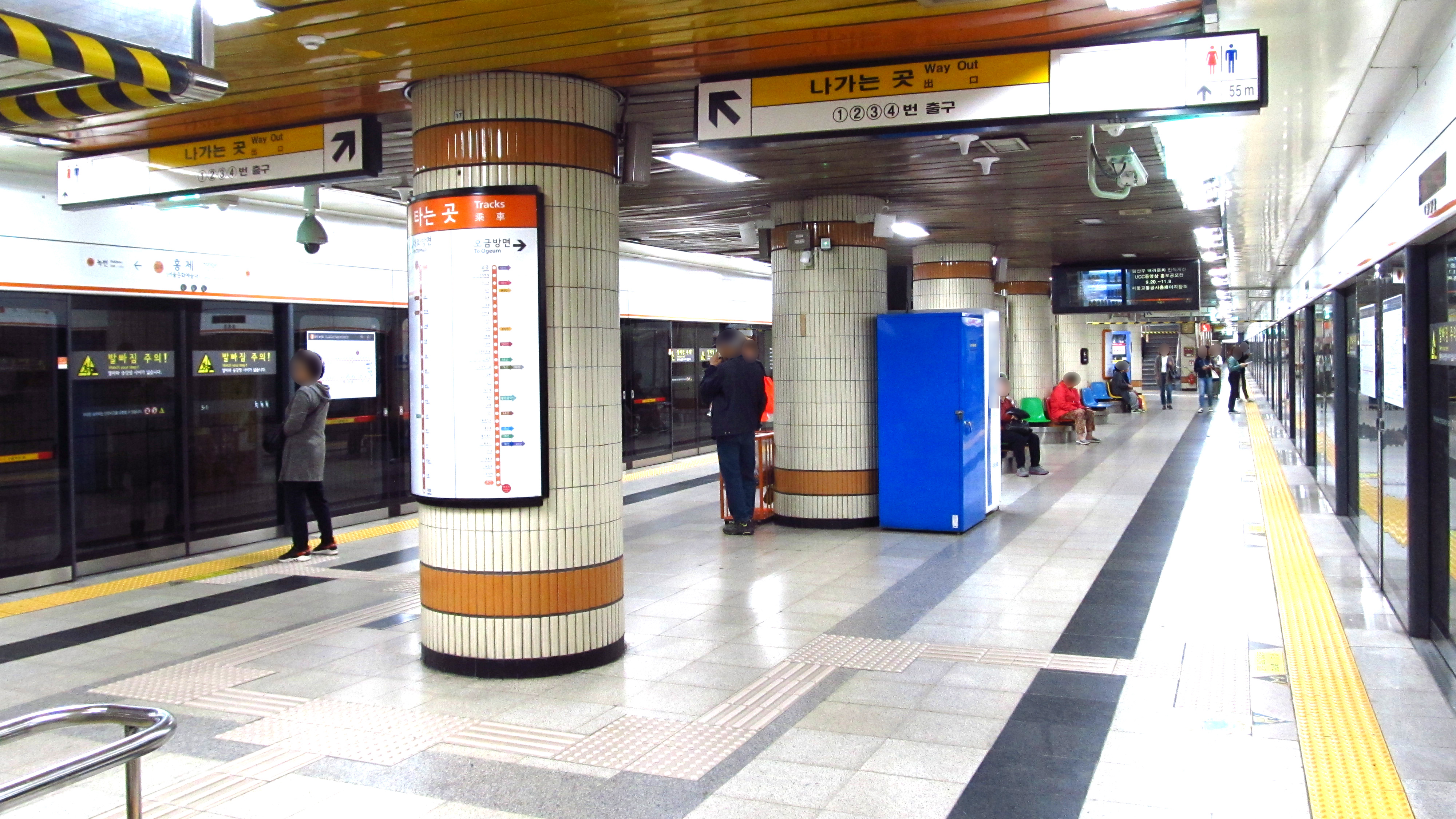
ホーム(2019年10月)

### のりば
案内上ののりば番号は設定されていない。
| ホーム | 路線  | 行先                                    |
| ------ | ----- | --------------------------------------- |
| 上り   | 3号線 | 仏光・旧把撥・大谷・大化方面            |
| 下り   | 3号線 | 鍾路3街・高速ターミナル・水西・梧琴方面 |

## 利用状況
近年の一日平均利用人員推移は下記のとおり。
| 路線  | 路線     | 2000年 | 2001年 | 2002年 | 2003年 | 2004年 | 2005年 | 2006年 | 2007年 | 2008年 | 2009年 | 出典  |
| ----- | -------- | ------ | ------ | ------ | ------ | ------ | ------ | ------ | ------ | ------ | ------ | ----- |
| 3号線 | 乗車人員 | 22,428 | 23,362 | 23,282 | 23,243 | 24,310 | 24,121 | 23,331 | 22,981 | 22,677 | 22,505 | [ 1 ] |
| 3号線 | 降車人員 | 20,106 | 20,515 | 20,888 | 21,146 | 22,414 | 22,676 | 21,910 | 21,494 | 21,237 | 21,131 | [ 1 ] |
| 3号線 | 乗降人員 | 42,534 | 43,877 | 44,170 | 44,389 | 46,724 | 46,797 | 45,242 | 44,475 | 43,914 | 43,636 | [ 1 ] |
| 路線  | 路線     | 2010年 | 2011年 | 2012年 | 2013年 | 2014年 | 2015年 |        |        |        |        | [ 1 ] |
| 3号線 | 乗車人員 | 22,299 | 21,859 | 21,226 | 20,890 | 21,150 | 20,849 |        |        |        |        | [ 1 ] |
| 3号線 | 降車人員 | 21,046 | 20,478 | 19,990 | 19,618 | 19,811 | 19,563 |        |        |        |        | [ 1 ] |
| 3号線 | 乗降人員 | 43,345 | 42,337 | 41,216 | 40,508 | 40,961 | 40,412 |        |        |        |        | [ 1 ] |

## 駅周辺
- 弘恩初等学校
- グランドヒルトンホテル ソウル
- グランドヒルトンホテル ソウルコンベンションセンター
- デジタルソウル文化芸術大学校
- 文化村アパート
- 碧山アパート
- 西部老人福祉センター
- ソウル女子看護大学
- ソウルマンションアパート
- IBK企業銀行 弘済洞支店
- 仁王市場
- 仁王中学校
- 仁王初等学校
- KT 弘済支店
- 豊林アイウォンアパート
- 弘済院現代アパート
- 弘済1洞住民センター
- 弘済治安センター
- 弘済洞郵便局

## 歴史
- 1985年7月12日 - ソウル特別市地下鉄公社3号線（当時）の駅として開業。
- 2005年1月1日 - ソウル特別市地下鉄公社がソウルメトロに改称。

## 隣の駅
ソウル交通公社
 3号線
碌磻駅 (323) - 弘済駅 (324) - 毋岳チェ駅 (325)